# سيندي مورغان
سيندي مورغان (بالإنجليزية: Cindy Morgan)‏ هي ممثلة أمريكية، ولدت في 29 سبتمبر 1954 بشيكاغو في الولايات المتحدة.

## وصلات خارجية
- سيندي مورغان على موقع IMDb (الإنجليزية)
- سيندي مورغان على موقع ألو سيني (الفرنسية)
- سيندي مورغان على موقع أول موفي (الإنجليزية)
- سيندي مورغان على موقع قاعدة بيانات الأفلام السويدية (السويدية)
- سيندي مورغان على موقع ديسكوغز (الإنجليزية)
- سيندي مورغان على موقع قاعدة بيانات الفيلم (الإنجليزية)
- سيندي مورغان على موقع كينوبويسك (الروسية)